# Underwoodisaurus sphyrurus
Underwoodisaurus sphyrurus este o specie de șopârle din genul Underwoodisaurus, familia Gekkonidae, descrisă de William Ogilby în anul 1892. Conform Catalogue of Life specia Underwoodisaurus sphyrurus nu are subspecii cunoscute.